# Уинтерс, Шелли
Ше́лли Уи́нтерс (англ. Shelley Winters, 18 августа 1920, Сент-Луис, Миссури, США — 14 января 2006, Беверли-Хиллз, Калифорния, США) — американская актриса, чья карьера продлилась пятьдесят лет, за которые она дважды стала обладательницей премии «Оскар» за лучшую женскую роль второго плана, а также лауреаткой премий «Золотой глобус» и «Эмми» и номинанткой на премию BAFTA. Обладательница именной звезды на Голливудской «Аллее славы».

## Ранние годы
Ширли Шрифт (англ. Shirley Schrift) родилась 18 августа 1920 года в Сент-Луисе, штат Миссури в еврейской семье. Её отец, Джонас Шрифт, был дизайнером мужской одежды, а мать, Роза Уинтерс, певицей. Её еврейское образование включало посещение Еврейского центра Ямайки и изучение еврейской музыки в государственной школе. Её семья переехала в Бруклин, штат Нью-Йорк, когда ей было девять лет, и она также частично выросла в Куинсе, штат Нью-Йорк. В молодости она работала моделью. Её сестра Бланш Шрифт позже вышла замуж за Джорджа Бороффа, который руководил театром «Circle Theatre» (ныне театр Эль-Сентро) в Лос-Анджелесе, Калифорния. В возрасте 16 лет Уинтерс переехал в Лос-Анджелес, а позже вернулась в Нью-Йорк, чтобы изучать актерское мастерство в Новой школе.

## Карьера

### 1940–1946: Дебют на Бродвее и ранние роли

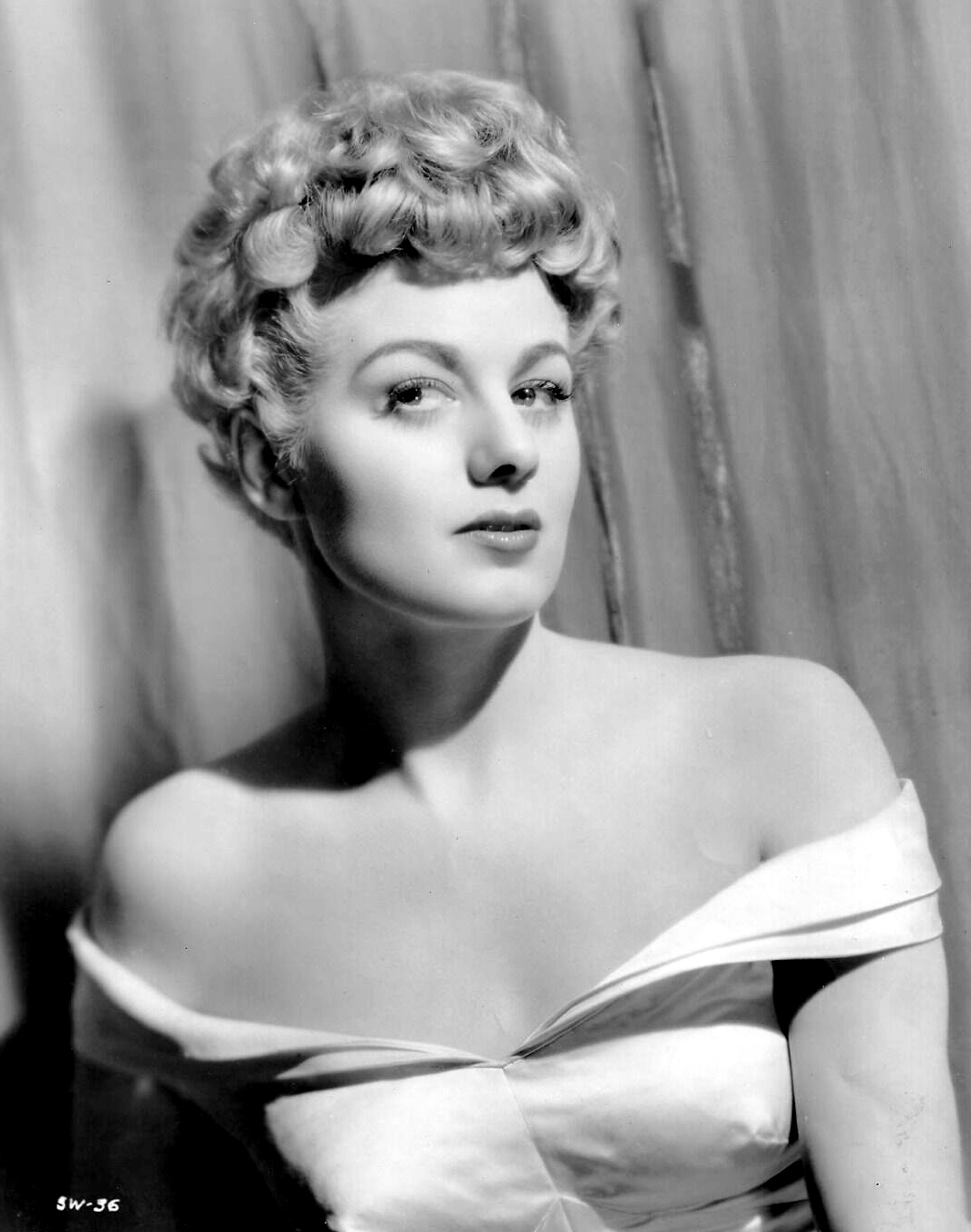
Шелли Уинтерс в 1940-х годах

Уинтерс дебютировала на Бродвейской сцене в постановке «Ночь перед Рождеством» в 1941 году, которая, однако, шла недолго. У неё была небольшая роль в «Розалинде», адаптации оперетты «Летучая мышь», с 1942 по 1944 год, которая была сыграна в 611 постановках. Уинтерс впервые получила признание, когда присоединилась к актерскому составу мюзикла «Оклахома!» в роли Эдо Энни Карнс.
Она получила долгосрочный контракт с Columbia Pictures и переехала в Лос-Анджелес. Первым появлением Уинтерс в кино стала роль, не вошедшая в титры, в фильме 1943 года «Кое-что о солдате», выпущенном Columbia Pictures. В том же году у неё была ещё одна небольшая роль в фильме «Какая женщина!», однако бо́льшую роль она сыграла в фильме категории «B» «Каникулы моряка» 1944 года. В том же году Уинтерс была позаимствована Producers Releasing Corporation для фильма «Праздник в Нью-Йорке». Columbia Pictures представляла ей маленькие роли в фильмах «Она тоже солдат», «Танцы на Манхэттене», «Снова вместе» – все три фильма 1944 года; «Сегодня вечером и каждую ночь», «Побег в тумане», «Тысяча и одна ночь» – 1945; и «Боевой гвардеец» 1946 года. Уинтерс сыграла эпизодические роли в фильме 1946 года для компании MGM «Два умных человека» и серии фильмов для компании United Artists: «Сьюзи уходит», «Ирландская роза Эбби» – 1946 и «Новый Орлеан» 1947 года. У нее были эпизодические роли в фильмах «Жизнь на широкую ногу» и «Убийца МакКой» – 1947 годов для MGM, «Гангстер» 1947 года для King Brothers Productions и «Красная река» 1948 года. Она сыграла Бренду Мартингейл в фильме Роберта Сиодмака «Плач большого города» в 1948 году.

### 1947–1954: Актёрский прорыв и признание

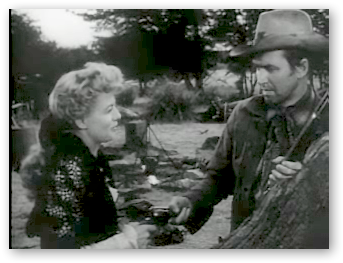
Шелли Уинтерс и Джеймс Стюарт в фильме «Винчестер-73», 1950 год

Первая слава к Уинтерс пришла благодаря выдающейся роли жертвы безумного актера, которого сыграл Рональд Колман в фильме Джорджа Кьюкора 1947 года «Двойная жизнь». Фильм был выпущен компанией Universal Pictures, которая подписала с Уинтерс долгосрочный контракт. У неё была роль второго плана в фильме 1948 года «Кража», затем в том же году компания 20th Century Fox одолжила её для фильма «Плач большого города». Уинтерс получила вторую роль в фильмах 1949 года «Джонни-стукач» с Говардом Даффом и «Сделай один ложный шаг» с Уильямом Пауэллом. Компания Paramount Pictures одолжила её на роль Миртл в «Великом Гэтсби» 1949 года с Аланом Лэддом. Вернувшись к Universal Pictures, она снялась в фильме 1950 года «Винчестер-73», где играла вместе с Джеймсом Стюартом, который позже стал хитом. Universal Pictures поставили Уинтерс на первый план в фильме 1950 года «Грешник южных морей». Она снялась вместе с Джоэлом Маккри в фильме 1950 года «Фрэнчи».

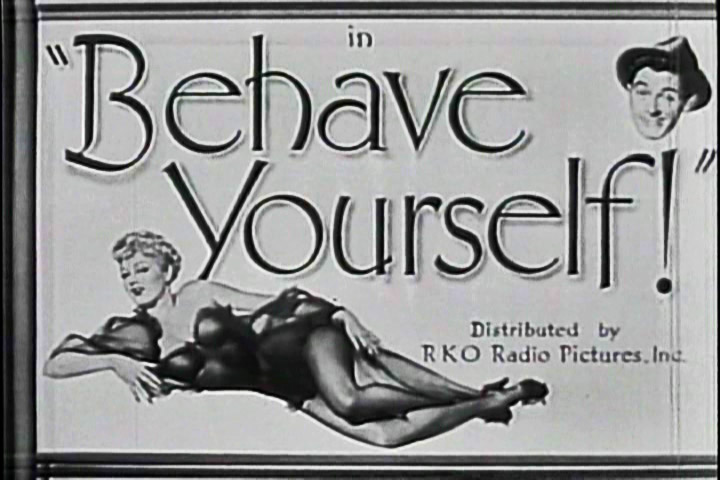
Уинтерс на начальных титрах фильм «Веди себя прилично!», 1951 год

Изначально Уинтерс пробивалась в голливудские фильмы в образе «блондинки-бомбы», но быстро устала от ограниченности этой роли. Она утверждает, что смыла макияж, чтобы пройти пробы на роль Элис Трипп, фабричной девушки, в фильме 1951 года «Место под солнцем» режиссера Джорджа Стивенса, ставшем знаковым американским фильмом. Как сообщает Ассошиэйтед Пресс, широкая публика не знала, насколько серьезной мастерицей была Уинтерс. «Хотя она была востребована как характерная актриса, Уинтерс продолжала учиться своему ремеслу. Она посещала занятия Чарльза Лоутона по Шекспиру и работала в Актёрской студии, как в качестве ученицы, так и преподавателя». Она училась в Hollywood Studio Club, а в конце 1940-х годов жила в одной квартире с Мэрилин Монро. Её игра в фильме «Место под солнцем», отход от образа секс-бомбы, к которому её готовила студия Universal Pictures, принесла Уинтерс первое признание и номинацию на премию «Оскар» в категории «Лучшая женская роль». Уинтерс перешла в United Artists для фильма 1951 года «Он бежал всю дорогу» с Джоном Гарфилдом и RKO Pictures за фильм 1951 года «Веди себя прилично!» с Фарли Грейнджером. В 1951 году Уинтерс получила главную роль в фильме «Бурный прилив» на Universal Pictures. Она была одолжена компании 20th Century Fox для фильма 1952 года «Телефонный звонок от незнакомца» с Бетт Дэвис.
В Universal Pictures она снялась в фильмах 1952 года «Знакомьтесь — Дэнни Уилсон» (1952) с Фрэнком Синатрой и «Непокоренный фронтир» с Джозефом Коттеном. Она перешла в MGM для фильма 1952 года «Мой мужчина и я» с Рикардо Монтальбаном. Она играла в спектакле «Трамвай „Желание“» на сцене Лос-Анджелеса. Уинтерс взяла отпуск на время рождения своего первого ребенка в 1953 году. В 1954 году она дебютировала на телевидении в сериале «Мантрап» для телевизионного театра Форда. На MGM она снялась в фильмах 1954 года «Административная власть» и «Чемпион Теннеси», в последнем из них она была в главной роли. Уинтерс вернулась на Universal, чтобы сняться в фильме 1954 года «Саскачеван», который снимался в Канаде с Аланом Лэддом, и «Плейгёрл» с Барри Салливаном. Она снялась в телевизионной версии фильма «Извините, ошиблись номером».
В 1954 году Уинтерс отправилась в Европу, чтобы снять фильм «Мамбо» с Витторио Гассманом, который стал её мужем. Затем в том же году она снималась в Англии в комедийном фильме «Наличными или доставкой». Уинтерс сыграла в телевизионной версии пьесе «Женщины» для телесериала-антологии «Продюсерская витрина», а затем получила главную роль в фильме 1955 года «Я есть фотоаппарат», где снялась с Джули Харрис и Лоуренсом Харви. Еще бо́льшее признание в том же году получил фильм Чарльза Лоутона «Ночь охотника» с Робертом Митчемом и Лилиан Гиш. В 1955 году на студии Warner Bros Уинтерс сыграла главную роль в фильме Джека Пэланса «Я умирал тысячу раз», а затем на студии RKO снялась вместе с Рори Кэлхуном в фильме «Сокровища Панчо Вильи». В том же году она снялась в фильме «Большой нож» Роберта Олдрича.

### 1955–1969: Становление

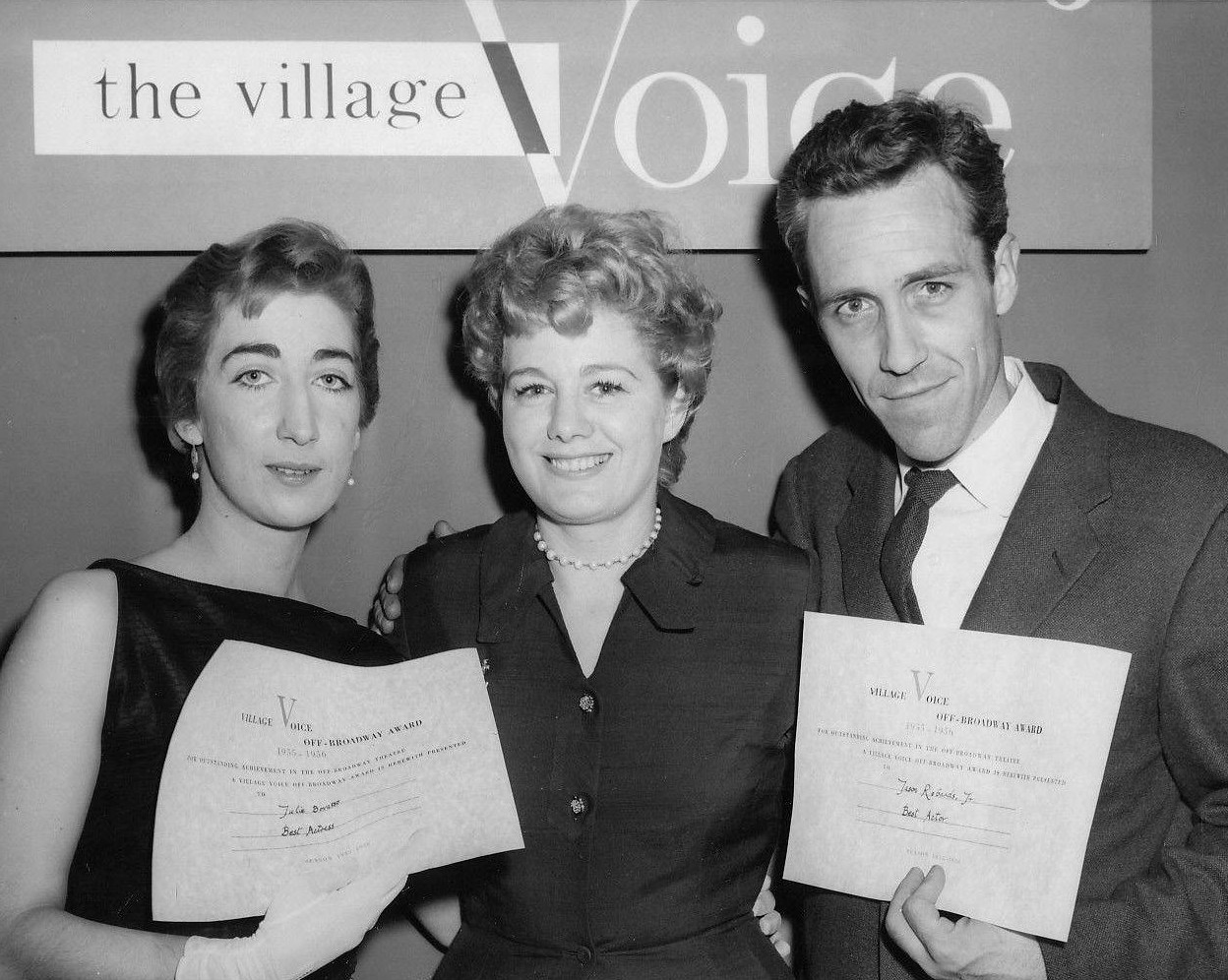
Уинтерс вместе с Джули Бовассо и Джейсоном Робардсом была ведущей первой церемонии вручения театральной премии Obie в 1956 году

Уинтерс вернулась на Бродвей в 1955-1956 годах в постановке «Шляпа, полная дождя» с Беном Газзарой и будущим мужем Энтони Франчиозой. Постановка шла 398 спектаклей. «Девушки лета» (1956-57), поставленный Джеком Гарфейном, Уинтерс играла с Джорджем Пеппардом, но всего лишь 56 спектаклей. На телевидении она повторила своё выступление в «Двойная жизнь» в 1957 году в телесериале-антологии «Час Алкоа». Она появилась в эпизодах сериалов: «Час „Юнайтед Стейтс Стил“», «Климакс!», «Вагонный поезд», «Театр звезд Шлица», «Шоу месяца Дюпон» и «Театр Крафта».
В 1960 году она получила премию «Оскар» в категории «Лучшая женская роль второго плана» за роль миссис Ван Даан в экранизации 1959 года «Дневник Анны Франк» Джорджа Стивенса. Свою статуэтку она передала в дар Дому Анны Франк в Амстердаме. Уинтерс была востребована как характерная актриса, получив хорошие роли в фильмах: «Ставки на завтра» 1959 года, «Никто не напишет мне эпитафию» 1960 года и «Юные дикари» 1961 года. Она получила восхищённые отзывы за исполнение роли жаждущей мужчин Шарлотты Хейз в фильме 1962 года «Лолита» Стэнли Кубрика.
Уинтерс вернулась на Бродвей в спектакле «Ночь игуаны» в 1962 году, сыграв роль Бетт Дэвис. В 1963 году она сыграла в офф-бродвейской постановке «Клетки» Льюиса Джона Карлино. Многие её роли теперь имели сексуальную составляющую: в «Докладе Чепмена» 1962 года она сыграла неверную домохозяйку, а в «Балконе» 1963 года и «Жить в доме – не значит жить дома» 1964 года – мадам. Она появлялась в фильме «Жены и любовницы» 1963 года и эпизодах таких шоу, как «Alcoa Theatre», «Ben Casey» и «Thirty-Minute Theatre». Уинтерс снялась в итальянском фильме 1964 года «Равнодушные» с Родом Стайгером и Клаудией Кардинале, а также сыграла одну из многочисленных ролей в религиозной эпопее «Величайшая из когда-либо рассказанных историй» 1965 года, вновь для Джорджа Стивенса.

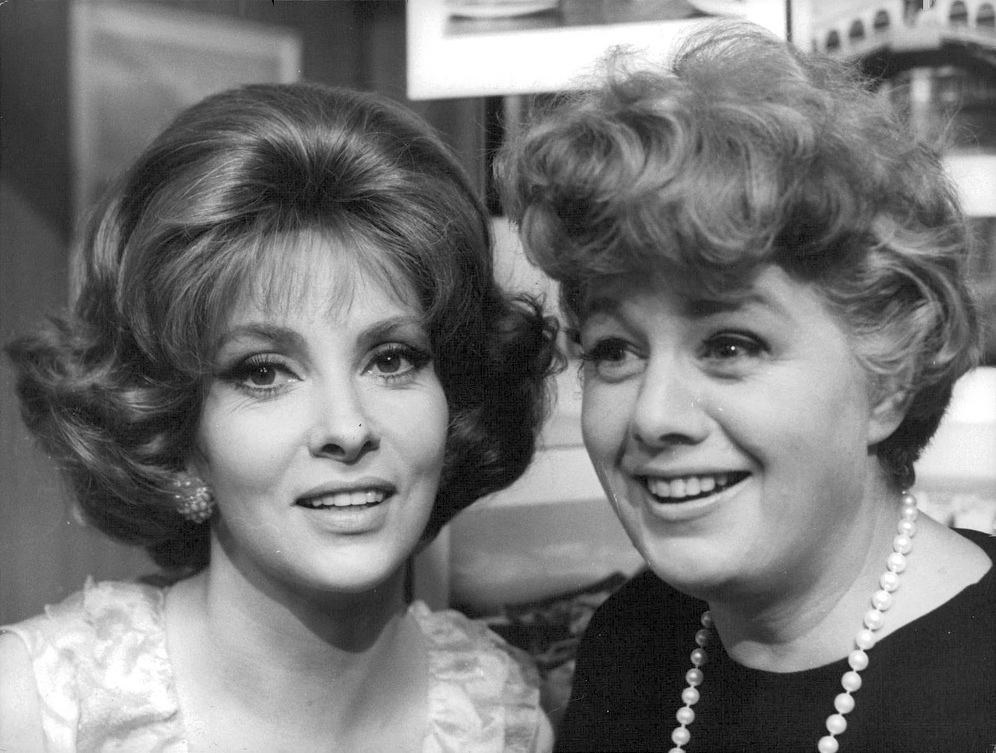
Уинтерс с Джиной Лоллобриджидой на съемках фильма «Доброго вечера, миссис Кэмпбелл» в 1968 году в Риме

Уинтерс получила свою вторую премию «Оскар»в категории «Лучшая женская роль второго плана» за исполнение роли Роуз-Энн Д'Арси, жестокой и вульгарной матери неграмотной слепой девочки в фильме 1965 года «Клочок синевы». У неё были роли второго плана вместе с Майклом Кейном в фильме 1966 года «Элфи» и в роли увядающей, страдающей алкоголизмом бывшей звезды Фэй Эстабрук в фильме «Харпер» того же года. Она вернулась на Бродвей в пьесе Сола Беллоу «Под погодой» 1966 года, которая шла 12 спектаклей. Уинтерс сыграла злодейку Ма Паркер в телесериале «Бэтмен». Она снялась в телеверсии «Трех сестер» в 1966 году и сыграла роли в фильме «Выход со смехом» 1967 года Карла Райнера и телесериалах «Театр в кресле», «Боб Хоуп представляет театр Крайслер» (несколько эпизодов), фильмах «Охотники за скальпами» 1968 года Сидни Поллака, «Дикарь на улицах» 1968 года, «Доброго вечера, миссис Кэмпбелл» 1968 года, «Артур? Артур!» 1969 года и «Безумная комната» 1969 года.

### 1970–1999: Поздние роли

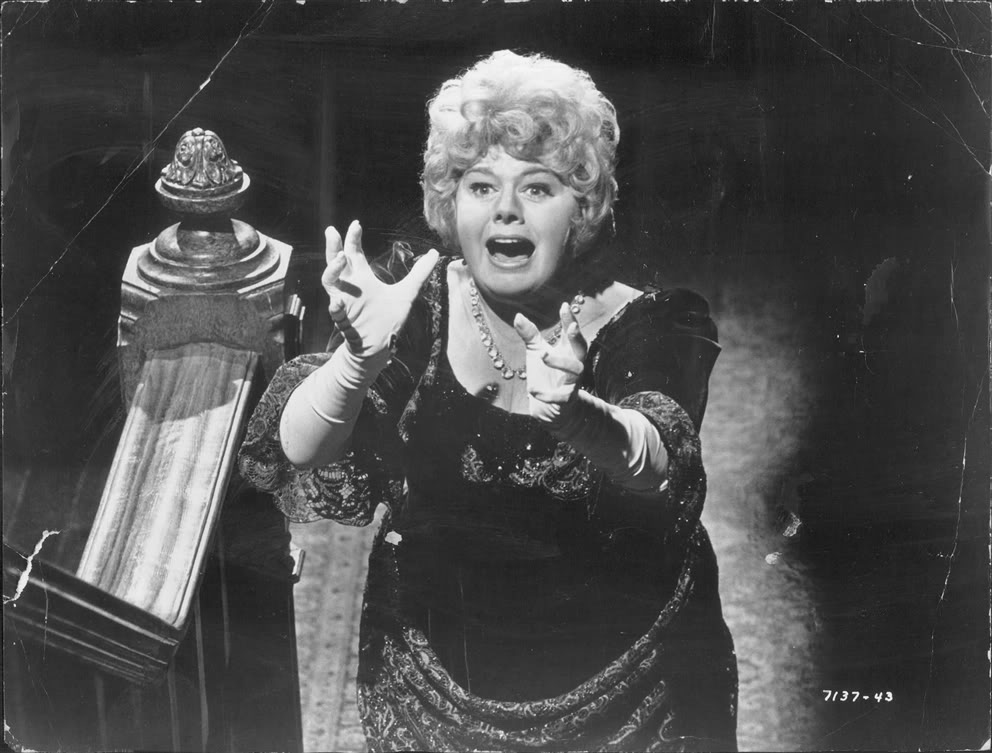
Шелли Уинтерс в главной роли фильма «Кто прикончил тётушку Ру?», 1971 год

Уинтерс сыграла Мамашу Баркер в фильме 1970 года «Кровавая мама», ставшем хитом для Роджера Кормана. У неё были роли в фильмах 1970 года «Как я тебя люблю?» и «Хлопающий крыльями» для Кэрол Рид. Она вернулась на театральную сцену, чтобы сыграть Минни Маркс, мать братьев Маркс, в бродвейском мюзикле «Мальчики Минни» 1970 года, который шёл 80 представлений. Уинтерс написала вечер из трех одноактных пьес под названием «Связь на одну ночь с шумным пассажиром» (англ. One Night Stands of a Noisy Passenger), который шел в течение семи представлений с 1970 по 1971 год; в актерский состав вошли Роберт Де Ниро и Дайан Лэдд. Уинтерс сыграла главную роль в двух фильмах ужасов 1971 года – «Кто прикончил тётушку Ру?» и «Что случилось с Хелен?», а также в двух телефильмах того же года – «Месть!» и «Смерть невинности». У неё были роли второго плана в фильмах 1972 года «Приключения Ника Картера» и одна из главных ролей в «Есть что скрывать» с Питером Финчем. Она снялась в «Вамп» для ITV Sunday Night Theatre. В фильме-катастрофе 1972 года «Приключение „Посейдона”» она сыграла злосчастную Белл Розен, за роль которой и получила свою последнюю номинацию на «Оскар». Для этой роли она набрала вес и так и не избавилась от него.
Уинтерс сыграла главную роль в телефильме «Дочь дьявола» 1973 года. У неё были роли второго плана в фильмах 1973 года «Влюбленный Блюм» Пола Мазурски и «Клеопатра Джонс», а также главные роли в фильмах 1974 года «Большая Роза: Двойная проблема» и «Секс-символ». Уинтерс снялась в качестве приглашенной актрисы в сериалах «МакКлауд» и «Чико и человек» и была замечена в фильмах «Бедненький Эдди» 1975 года, «Нечаянное везение» 1975 года, «Путешествие в страх» 1975 года, «Бриллианты» 1975 года, «Следующая остановка — Гринвич-Виллидж» 1976 года Пола Мазурски, «Жилец» 1976 года Романа Полански, «Мими Блюэт» 1977 года с Моникой Витти, «Щупальца» 1977 года, «Мелкий-мелкий буржуа» 1977 года с Альберто Сорди, «Дракон Пита» 1977 года, «Посвящение Сары» 1978 года и «Король Цыган» 1978 года. Она выступила в бродвейской постановке 1978 года «Влияние гамма-лучей на ноготки человека в луне» Пола Зиндела, которая шла недолго. Уинтерс снялась в итальянском фильме ужасов 1977 года «Большое варево» и сыграла Глэдис Пресли, мать Элвиса Пресли, в телефильме 1979 года «Элвис». Она снялась в фильмах и сериалах 1979 года «Посетитель», «Город в огне», «Маг из Люблина» Менахема Голана, «Происшествие на Френч-Атлантик» и в эпизоде сериала ABC «Вегас» со звездой сериала Робертом Урихом. В 1980 году Уинтерс опубликовала автобиографию-бестселлер «Шелли: Также известная как Ширли». Вслед за ней в 1989 году она опубликовала второй мемуар, «Шелли II: Середина моего столетия».
В 1980-х годах Уинтерс сыграла в таких работах, как «Петля» 1981 года, «Сукин сын», эпизоды «Лодки любви», «Фанни-Хилл» 1983 года, «Через Бруклинский мост» 1984 года, «Элли» 1984 года, «Дежа вю» 1985 года, «Алиса в стране чудес» 1985 года и «Отряд „Дельта”» 1986 года. Она сыграла на сцене в постановке «Пряничная леди». У неё была главная роль в «Ведьмином огне» 1986 года, и она была указана как исполнительный продюсер. Она снималась в «Очень тесных кварталах» 1986 года, «Пурпурный людоед» 1988 года и «Неприметной жизни» 1989 года.
Среди ее последних работ – «Прикосновение незнакомца» 1990 года, «Сценический дебют» 1991 года с Лайзой Минелли, «Больше не плачь, миледи» 1992 года, «Огурец» 1993 года для Мазурски и «Молчание ветчины» 1994 года. Позже зрители знали её в основном по автобиографиям и телевизионным работам, в которых она обычно играла юмористическую пародию на свою публичную персону. В 1990-х годах Уинтерс сыграла бабушку главной героини в ситкоме «Розанна». Её последние роли в кино были ролями второго плана: Она сыграла владелицу ресторана и мать повара с избыточным весом в фильме «Тяжелый» 1995 года с Лив Тайлер и Дебби Харри для Джеймса Мэнголда; аристократку в «Портрете леди» 1996 года, где снялись Николь Кидман и Джон Малкович; и озлобленную администраторшу дома престарелых в фильме «Гидеон» 1999 года. Она снялась в таких комедиях, как «Огненный вопль» 1995 года, «Присяжный» 1995 года и «Миссис Манк» 1995 года, а также в фильме «Бешеные ангелы» 1995 года. Уинтерс появилась на церемонии вручения премии «Оскар» в 1998 году, где чествовали лауреатов премии «Оскар» прошлого и настоящего.
Ассошиэйтед Пресс сообщило: «За 50 лет своей широко известной деятельности Уинтерс редко оставалась в стороне от новостей. Её бурные браки, романы с известными звёздами, увлечение политикой и феминистскими идеями постоянно держали её имя на слуху. Она с удовольствием давала провокационные интервью и, казалось, имела своё мнение по любому поводу». Это привело её к своей второй карьере – писательницы. Хотя она не была конвенционально красивой, она утверждала, что благодаря актёрскому мастерству, остроумию и наглости её сексуальная жизнь не уступала сексуальной жизни Монро. Среди её заявленных партнеров были Уильям Холден, Шон Коннери, Берт Ланкастер, Эррол Флинн и Марлон Брандо.

## Личная жизнь

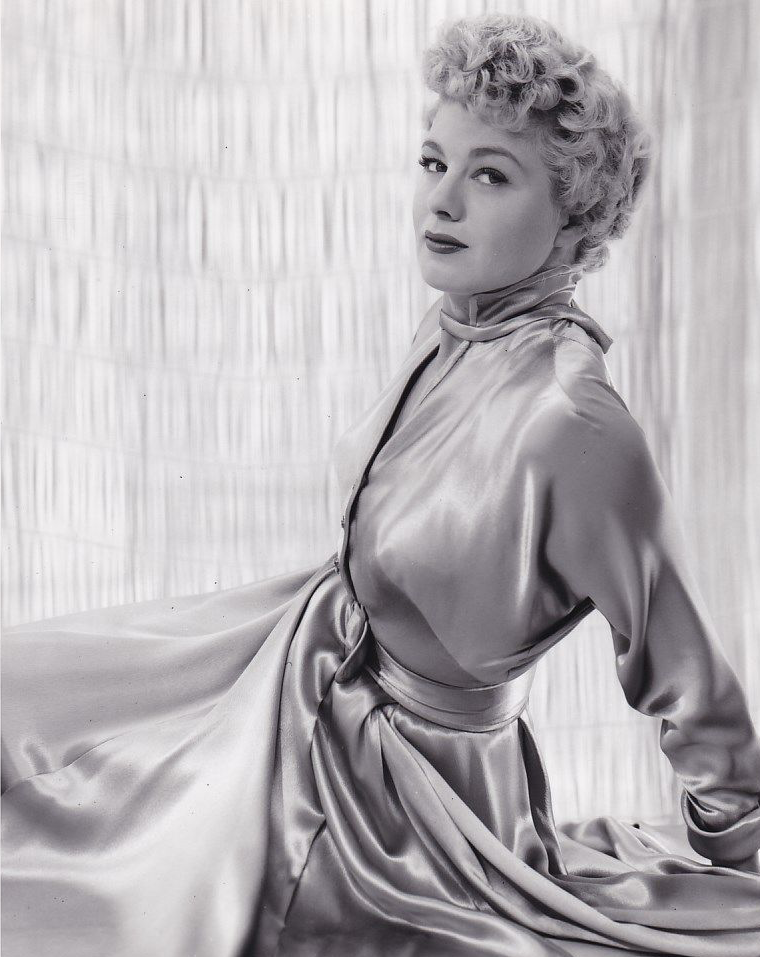
Шелли Уинтерс в 1950-х годах

Шелли Уинтерс была замужем четыре раза:
- Капитан Мэк Пол Мейер (1943—1948). Мейер хотел себе домашнюю жену, но успешная карьера актрисы и её голливудский образ жизни привели брак к разводу. Но всё же его обручальное кольцо Уинтерс носила до своей смерти.
- Витторио Гассман (1952—1954). От этого брака у Уинтерс остался один ребёнок — дочь Виттория Гассман (род. 14 февраля 1953 года)[32].
- Энтони Франчоза (1957—1960)[33].
- Джерри Дефорд (14 января 2006, за час до её смерти)[34].

Незадолго до смерти актриса вышла замуж за своего старого компаньона Джерри Дефорда, с которым прожила до этого 19 лет.
У Уинтерс был широко разрекламированный роман с Фарли Грейнджер, который перерос в многолетнюю дружбу (согласно их автобиографиям). В 1951 году она снялась с ним в фильме «Веди себя прилично!», а также в телевизионной постановке 1957 года по роману Арчибальда Кронина «Вычеркнутый из жизни».
Уинтерс была демократом и участвовала в Демократическом национальном съезде 1960 г.. В 1965 г. она выступила с кратким обращением к участникам «Маршей от Сельмы до Монтгомери» в Монтгомери, штат Алабама, в ночь перед их шествием в капитолий штата. Уинтерс поддержала президентскую кампанию Роберта Ф. Кеннеди в 1968 г..
Уинтерс подружилась с рок-певицей Дженис Джоплин незадолго до её смерти в 1970 году. Она пригласила Джоплин на занятия в Актерскую студию в Лос-Анджелесе. Джоплин так и не пришла.

## Смерть
Шелли Уинтерс умерла 14 января 2006 года от паралича сердца в Центре реабилитации в Беверли-Хиллз в возрасте 85 лет. Похоронена на кладбище Хилсайд, Калвер-Сити.

## Избранная фильмография
| Год       |    | Русское название                              | Оригинальное название                                  | Роль                       |
| --------- | -- | --------------------------------------------- | ------------------------------------------------------ | -------------------------- |
| 1943      | ф  | Какая женщина!                                | What a Woman!                                          | секретарь                  |
| 1944      | ф  | Праздник в Нью-Йорке                          | Knickerbocker Holiday                                  | Ульда Тинховен             |
| 1947      | ф  | Гангстер                                      | The Gangster                                           | Хейзел                     |
| 1947      | ф  | Двойная жизнь                                 | A Double Life                                          | Пэт Кролл                  |
| 1948      | ф  | Кража                                         | Larceny                                                | Тори                       |
| 1948      | ф  | Плач большого города                          | Cry of the City                                        | Бренда Мартигейл           |
| 1949      | ф  | Джонни-стукач                                 | Johnny Stool Pigeon                                    | Терри Стюарт               |
| 1949      | ф  | Великий Гэтсби                                | The Great Gatsby                                       | Миртл Уилсон               |
| 1949      | ф  | Сделай один ложный шаг                        | Take One False Step                                    | Кэтрин Сайкс               |
| 1950      | ф  | Винчестер 73                                  | Winchester '73                                         | Лола Мэннерс               |
| 1951      | ф  | Место под солнцем                             | A Place in the Sun                                     | Элис Трипп                 |
| 1951      | ф  | Он бежал всю дорогу                           | He Ran All the Way                                     | Пег Доббс                  |
| 1951      | ф  | Бурный прилив                                 | The Raging Tide                                        | Конни Тэтчер               |
| 1952      | ф  | Телефонный звонок от незнакомца               | Phone Call from a Stranger                             | Бинки Гэй                  |
| 1954      | ф  | Мамбо                                         | Mambo                                                  | Тони Салерно               |
| 1955      | ф  | Ночь охотника                                 | The Night Of The Hunter                                | Уилла Харпер               |
| 1955      | ф  | Большой нож                                   | The Big Knife                                          | Дикси Эванс                |
| 1955      | ф  | Я умирал тысячу раз                           | I Died a Thousand Times                                | Мари Гарсон                |
| 1959      | ф  | Дневник Анны Франк                            | The Diary of Anne Frank                                | миссис Петронелла Ван Даан |
| 1959      | ф  | Ставки на завтра                              | Odds Against Tomorrow                                  | Лорри                      |
| 1961      | ф  | Юные дикари                                   | The Young Savages                                      | Мэри Дипейс                |
| 1962      | ф  | Лолита                                        | Lolita                                                 | Шарлотта Гейз              |
| 1962      | ф  | Доклад Чепмена                                | The Chapman Report                                     | Сара Гарнелл               |
| 1963      | ф  | Жёны и любовницы                              | Wives and Lovers                                       | Фрэн Кабрелл               |
| 1964—1967 | с  | Боб Хоуп представляет                         | Bob Hope Presents the Chrysler Theatreразные персонажи |                            |
| 1965      | ф  | Величайшая из когда-либо рассказанных историй | The Greatest Story Ever Told                           | исцелённая женщина         |
| 1965      | ф  | Клочок синевы                                 | A Patch of Blue                                        | Роуз-Энн Д’Арси            |
| 1966      | ф  | Харпер                                        | Harper                                                 | Фэй Истабрук               |
| 1966      | ф  | Элфи                                          | Alfie                                                  | Руби                       |
| 1966      | ф  | Три сестры                                    | Three Sisters                                          | Наталья                    |
| 1967      | ф  | Выход со смехом                               | Enter Laughing                                         | миссис Эмма Коловитс       |
| 1968      | ф  | Охотники за скальпами                         | The Scalphunters                                       | Кейт                       |
| 1970      | ф  | Кровавая мама                                 | Bloody Mama                                            | Кейт Баркер                |
| 1971      | ф  | Что случилось с Хелен?                        | What’s the Matter with Helen?                          | Хелен Хилл                 |
| 1972      | ф  | Приключение «Посейдона»                       | The Poseidon Adventure                                 | Белл Розен                 |
| 1974      | с  | Макклауд                                      | McCloud                                                | Тельма                     |
| 1976      | ф  | Следующая остановка — Гринвич-Виллидж         | Next Stop, Greenwich Village                           | Фэй Лапински               |
| 1976      | ф  | Жилец                                         | Le Locataire                                           | консьержка                 |
| 1977      | ф  | Мелкий-мелкий буржуа                          | Un borghese piccolo piccolo                            | Амалия Вивальди            |
| 1977      | мф | Дракон Пита                                   | Pete’s Dragon                                          | Лина Гоган                 |
| 1978      | ф  | Король цыган                                  | King of the Gypsies                                    | королева Рейчел            |
| 1979      | тф | Элвис                                         | Elvis                                                  | Глэдис Пресли              |
| 1984      | ф  | Через Бруклинский мост                        | Over the Brooklyn Bridge                               | Беки                       |
| 1985      | ф  | Дежа вю                                       | Déjà Vu                                                | Ольга Набокова             |
| 1985      | тф | Алиса в Стране чудес                          | Alice in Wonderland                                    | птица Додо                 |
| 1986      | ф  | Отряд «Дельта»                                | The Delta Force                                        | Эди Каплан                 |
| 1991      | ф  | Выход на сцену                                | Stepping Out                                           | миссис Фрейзер             |
| 1993      | ф  | Огурец                                        | The Pickle                                             | Йетта                      |
| 1994      | ф  | Молчание ветчины                              | The Silence of the Hams                                | миссис Мотел               |
| 1995      | ф  | Тяжёлый                                       | Heavy                                                  | Долли Модино               |
| 1995      | ф  | Присяжный                                     | Jury Duty                                              | мама                       |
| 1995      | ф  | Разгневанные ангелы                           | Raging Angels                                          | бабушка Рут                |
| 1996      | ф  | Портрет леди                                  | The Portrait Of A Lady                                 | миссис Тачетт              |

## Награды и номинации
Награды и номинации взяты с сайта IMDB.
| Награда                     | Год  | Категория                                               | Название работы                         | Результат | Ист.   |
| --------------------------- | ---- | ------------------------------------------------------- | --------------------------------------- | --------- | ------ |
| Премия «Оскар»              | 1952 | Лучшая женская роль                                     | Место под солнцем                       | Номинация | [ 43 ] |
| Премия «Оскар»              | 1960 | Лучшая женская роль второго плана                       | Дневник Анны Франк                      | Победа    | [ 43 ] |
| Премия «Оскар»              | 1966 | Лучшая женская роль второго плана                       | Клочок синевы                           | Победа    | [ 43 ] |
| Премия «Оскар»              | 1973 | Лучшая женская роль второго плана                       | Приключение «Посейдона»                 | Номинация | [ 43 ] |
| Премия «Золотой глобус»     | 1952 | Лучшая женская роль в драматическом фильме              | Место под солнцем                       | Номинация | [ 43 ] |
| Премия «Золотой глобус»     | 1960 | Лучшая женская роль второго плана в кинофильме          | Дневник Анны Франк                      | Номинация | [ 43 ] |
| Премия «Золотой глобус»     | 1963 | Лучшая женская роль в драматическом фильме              | Лолита                                  | Номинация | [ 43 ] |
| Премия «Золотой глобус»     | 1967 | Лучшая женская роль второго плана в кинофильме          | Элфи                                    | Номинация | [ 43 ] |
| Премия «Золотой глобус»     | 1973 | Лучшая женская роль второго плана в кинофильме          | Приключение «Посейдона»                 | Победа    | [ 43 ] |
| Премия «Золотой глобус»     | 1977 | Лучшая женская роль второго плана в кинофильме          | Следующая остановка — Гринвич-Виллидж   | Номинация | [ 43 ] |
| Премия «Эмми»               | 1964 | Лучшая женская роль в мини-сериале или телефильме       | Боб Хоуп представляет                   | Победа    | [ 43 ] |
| Премия «Эмми»               | 1966 | Лучшая женская роль в мини-сериале или телефильме       | Боб Хоуп представляет                   | Номинация | [ 43 ] |
| Премия «Эмми»               | 1975 | Лучшая приглашённая актриса в драматическом телесериале | Макклауд                                | Номинация | [ 43 ] |
| Премия BAFTA                | 1973 | Лучшая женская роль второго плана                       | Приключение «Посейдона»                 | Номинация | [ 43 ] |
| Премия BAFTA                | 1978 | Лучшая женская роль второго плана                       | Следующая остановка — Гринвич-Виллидж   | Номинация | [ 43 ] |
| Премия «Давид ди Донателло» | 1977 | Специальный Давид за актёрскую игру                     | Мелкий–мелкий буржуа                    | Победа    | [ 43 ] |
| Голливудская «Аллея славы»  | 1960 | Вклад в киноиндустрию (1752 Вайн-стрит)                 | Вклад в киноиндустрию (1752 Вайн-стрит) | Удостоена | [ 43 ] |